# 瑪喬里·布魯斯
瑪喬里·布魯斯（英語：Marjorie Bruce，1296年—1316年），蘇格蘭公主，蘇格蘭國王羅伯特一世的長女，也是其与原配马尔的伊莎贝拉唯一的孩子。
玛乔里和華特·斯圖亞特的婚姻产生了斯图亚特王朝。她的儿子罗伯特二世即第一位斯图亚特君主。

## 早年
她的母亲伊莎贝拉是马尔家族的一位贵妇。瑪喬里以祖母卡里克伯爵夫人的名字命名。其母伊莎贝拉生下她不久即去世，年仅19岁。当时瑪喬里的父亲罗伯特还是卡里克伯爵。1297年8月，英格兰国王爱德华一世曾要求新归顺的罗伯特以玛乔里为人质，未果。
据传，罗伯特深爱伊莎贝拉，丧妻6年后才续娶了伊丽莎白·伯格。
1306年3月27日，罗伯特在伯斯郡斯昆加冕为国王，10岁的瑪喬里也成为苏格兰公主，在当时也是父王的继承人，并出席了加冕礼。

## 被囚
6月，在加冕3个月后，罗伯特在梅思文战役中兵败。他将妻子、两个妹妹和瑪喬里、支持者布坎伯爵夫人伊莎贝拉·麦克达夫由弟弟奈杰尔和阿索尔伯爵护送到北方的基尔德伦米城堡，但不久城堡被英军攻陷，他们逃往奥克尼群岛的安全地带，并在途中在罗斯郡泰恩的圣杜萨克小教堂避难。月底她们被巴利奥尔家族的支持者罗斯伯爵威廉二世俘虏移交给了英格兰人，奈杰尔和阿索尔伯爵在途中被处决。
此后四年，作为惩罚，伊丽莎白、瑪喬里的两个姑母克里斯蒂娜、玛丽和伊莎贝拉都被英格兰国王爱德华一世分别单独关押在不同的地方，后两者被关在木笼子里，分别在罗克斯堡城堡和贝里克城堡示众，每天都遭受當眾羞辱。伊丽莎白受到的惩罚最轻，她被软禁在约克郡的一家莊園大屋，因为爱德华一世还需要她的父亲有权势的第二代北爱尔兰伯爵理查的支持。爱德华一世已经命令伦敦塔造了一座铁笼子，想把玛乔里也关在里面挂在伦敦塔上并禁止任何人和她说话，但顾问们反对这样残忍地对待一位少女，爱德华一世重新考虑后没有使用，而是将她关在沃顿的一家吉尔伯特修道院，命令约克治安官每天给修道院三便士、每年给一马克用于购买她的长袍和生活必需品。瑪喬里被描述为“她住在沃顿的房子”，似并未成为修女。
1307年7月7日爱德华一世死后，爱德华二世继位。此后七年，瑪喬里继续被关在修道院里，直到被用于交换在班诺克本战役被俘的第四代赫雷福德伯爵汉弗莱·博亨。

## 婚姻和去世

瑪喬里·布魯斯的纹章

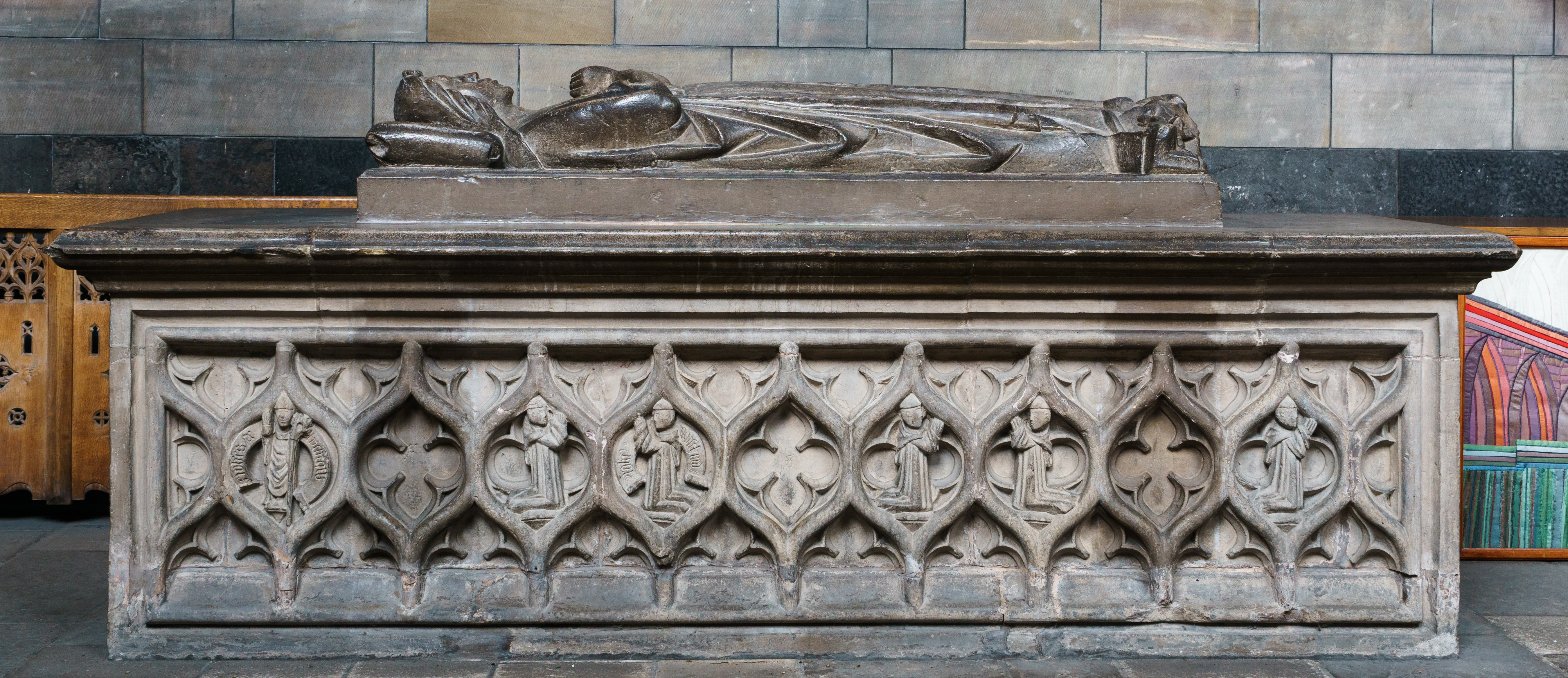
玛乔里的石棺，佩斯利修道院

第六代蘇格蘭王室總務官華特·斯圖亞特奉命去英苏边界迎接被长期囚禁的伊丽莎白和瑪喬里回到苏格兰宫廷。1315年4月，布鲁斯在艾尔召集了一个议会，不久之后，華特·斯图亞特娶了瑪喬里。玛乔里的嫁妆包括西洛锡安的巴斯蓋特的男爵领。
传统的故事说1316年3月2日，瑪喬里在伦弗鲁郡佩斯利加洛山带孕骑马。马受惊将她摔在地上，她早产生下一子罗伯特，她不久去世，年仅20岁，和她的母亲在分娩时去世时的年龄大致相同。然而，目前尚不清楚这个传统故事是否正确；一些记载表明她可能活到了1317年。她可能仍然死于骑马事故，但这可能发生在她儿子出生后。事实上，一个消息来源称，她于1317年10月在第二次怀孕期间从马上坠落身亡。伦弗鲁郡历史学家克劳福德根据1317年10月的传说记载在大约1710年记录了当地传说称她“骑在佩斯利和当时她的丈夫苏格兰大斯图亚特家族的主要住所伦弗鲁城堡之间，她被从马上甩了下来，因为摔倒，颈部脊椎脱臼；她正在怀孕，在分娩（国王罗伯特二世）时去世了，据报道，孩子或胎儿是剖腹产的：手术是由一只不熟练的手完成的，他的眼睛被仪器触碰了，后来被证明是无法治愈的，他被称为近视的国王。她当场死亡：在这起事故发生的致命地点，竖立着一个十字架，但仍然屹立不倒，名为近视的女王十字架。”这一传说似乎将其他已知来源的日期和事实混为一谈，然而，目前还缺乏对婴儿期视力障碍的真实参考，以及相关的绰号。
玛乔里临死时说：“他是个小伙子；我知道他是个小伙子；他将成为国王。”
在佩斯利的伦弗鲁路和邓唐纳德路的交界处，有一个石碑标记了一个叫做“敲门”的地方，据说靠近玛乔里从马上摔下来的地方。布鲁斯路和玛乔里车道以她的名字命名。她被安葬在佩斯利修道院。
瑪喬里的獨子于1371年继承无后的舅父大卫二世的王位，即日後的羅伯特二世。玛乔里的后代包括斯图亚特王朝和他们在苏格兰、英格兰和联合王国的王位继承者。

## 小说中的玛乔里
由简·尤伦和罗伯特·J. 哈里斯撰写的年轻成人小说《笼中的女孩》以玛乔里·布鲁斯为主角。在其中，玛乔里被关在笼子里。虽然有序言说这是虚构的，但许多人认为这是一个真实的故事。
由埃默森·布兰德创作的历史小说《火之灵：玛乔里·布鲁斯的故事》（2016年）以玛乔里·布鲁斯为主角。
在历史动作片电影《不法国王》（2018年）中，玛乔里在第一次苏格兰独立战争中被表现为一个次要角色。

## 纪念
巴斯盖特城堡的原址是她嫁妆的一部分，可以在巴斯盖特高尔夫俱乐部的场地上找到。该遗址受苏格兰历史环境局的保护，未经事先许可，俱乐部不得在该遗址上进行任何挖掘工作。每年6月的第一个星期六，巴斯盖特镇都会在一年一度的历史盛会上庆祝玛乔里和沃尔特的结婚，就在该镇的巴斯盖特游行和社区节（以前是巴斯盖特游行和约翰·纽兰节）之前。当地学童分别被分配扮演玛乔里、沃尔特和其他宫廷成员的角色。盛会结束后，每个人都和“罗伯特·布鲁斯”一起骑马参加游行。